# Rincón de Nogoyá
Rincón de Nogoyá est une localité rurale argentine située dans le département de Victoria et dans la province d'Entre Ríos.

## Démographie
La population de la localité, c'est-à-dire à l'exclusion de la zone rurale, était de 937 habitants en 2001 et n'était pas considérée comme une localité lors du recensement de 1991. La population de la juridiction du conseil d'administration était de 1 022 habitants en 2001.

## Géographie et économie
Il s'étend linéairement le long de la route provinciale 11, à 30 km au sud-est de Victoria. La principale activité économique est la pêche, et c'est l'un des principaux points de capture de l'alose.
La localité souffre de problèmes d'engorgement. L'eau potable est obtenue à partir de forages.
Les limites de compétence du conseil de direction ont été fixées par le décret no 6247/1986 MGJE du 17 décembre 1986.